# Marjan Sax
Marjan Sax (Amsterdam, 26 december 1947) is een Nederlandse feministische lesbische activiste, lid van Dolle Mina en medeoprichter van verschillende feministische instellingen zoals Stichting Mama Cash. Sax is adviseur in de liefdadigheidssector.

## Jeugd, opleiding en carrière
Sax werd geboren in Amsterdam en studeerde politicologie aan de Universiteit van Amsterdam. Haar Duitse ouders van Joodse origine weken in 1938 vanuit Dusseldorf uit naar Nederland, waar ze enige tijd onderdoken en de oorlog met succes overleefden. Na het overlijden van haar moeder in 1958 en haar vader in 1972 bleef zij als enig kind verweesd achter. Uit het fortuin dat haar ouders haar nalieten putte zij voor studie en om haar idealisme op het vlak van de vrouwenbeweging gestalte te geven.
Van april 1977 tot 1981 was ze teamleider op de Open School in Amsterdam-Noord. Van maart 1983 tot juni 1986 werkte zij als onderzoeker bij de Stichting Vrouw & Media, waar zij keek naar de positie van vrouwelijke journalisten bij Nederlandse dagbladen. Sinds 2003 werkt Sax als onafhankelijk adviseur, daarnaast is ze publicist en lid van een aantal besturen.

## Activisme
Sax was actief in Dolle Mina en was medeoprichter van een aantal feministische instellingen: het Amsterdamse vrouwenhuis in 1973, de pro-abortus actiegroep Wij Vrouwen Eisen in 1974, het vak Vrouwenstudies aan de Universiteit van Amsterdam, de vrouwenbar Saarein (waar het lesbisch-feministisch collectief Lesbian Nation onder andere moeder-dochterdagen, poëzieavonden, smartlappendagen en themafeesten organiseerde) in 1978, en het Lesbisch Archief Amsterdam in 1982 (nu bij IHLIA LGBT Heritage). Sax nam ook deel aan vele andere lesbische en feministische activiteiten. Ze was een van de bezetters van abortuskliniek Bloemenhove in Heemstede, die in mei 1976 dreigde te sluiten. Deze actie speelde een rol bij de legalisering van abortus. Sax hield een dagboek bij van deze bezetting, dat gepubliceerd werd in De Groene Amsterdammer.
In 1982 richtte Sax samen met vier anderen Stichting Mama Cash op, waar ze tot 2003 verschillende bestuursfuncties bekleedde. Stichting Mama Cash stelt fondsen beschikbaar voor vrouwenprojecten die emancipatie en feminisme bevorderen. Sax beschikte over een aanzienlijke erfenis en gaf in 1982 een renteloze lening van 2,5 miljoen gulden aan Mama Cash. De rente die het bedrag opleverde mocht de Stichting houden.  
In de jaren '80 en '90 was Sax betrokken bij de Roze Draad (1985 - 1991, de feministische steungroep van De Rode Draad, een organisatie ter verbetering van de positie van sekswerkers) en Vrouwen tegen Uitzetting (een samenwerkingsverband om vrouwelijke vluchtelingen te steunen).
Het archief van  Marjan Sax wordt bewaard in het Internationaal Archief voor de Vrouwenbeweging (IAV).

## Onderscheidingen
Sax heeft voor haar inspanningen voor de Nederlandse vrouwenbeweging diverse onderscheidingen ontvangen, waaronder de Zilveren Anjer van het Prins Bernhard Cultuurfonds in 1995 en de Bob Angelo Penning van het COC in 1997.